# Erika Timm
Erika Timm (* 1934 in Hamburg) ist eine emeritierte deutsche Professorin für Jiddistik. Sie ist die Urheberin mehrerer fundamentaler Beiträge auf dem Gebiet der Jiddistik, Historischen Linguistik und Philologie.

## Leben
Erika Timm studierte an der Universität Hamburg, ihre Promotion erfolgte 1970 und beschäftigte sich mit den Liedern Oswald von Wolkensteins. 1986 habilitierte sie sich an der Universität Trier am Institut für Germanistik mit einer Arbeit über die graphische und phonische Struktur des Westjiddischen.
Ab 1990 war Timm die erste und bis zur Berufung von Marion Aptroot 1996 an die Heinrich-Heine-Universität Düsseldorf die einzige Inhaberin eines Lehrstuhls für Jiddistik in Deutschland.
In ihren Arbeiten beschäftigt sich Erika Timm mit phonetischen, semantischen und morphologischen Aspekten des alten Jiddisch, Vergleichen zwischen Westjiddisch und Ostjiddisch sowie der Beziehung von Jiddisch und deutschen Dialekten. Ihr wichtigster Beitrag auf diesem Gebiet, Historische jiddische Semantik, legt den Schwerpunkt auf jiddische Übersetzungen der Bibel, die zwischen 1400 und 1750 entstanden sind. Timm zeigt hier, wie das Übersetzen der Bibel in jüdischen Grundschulen (Cheder) zur Zeit der Entstehung des Jiddischen die Herausbildung seiner germanischen Komponente beeinflusste, dass der Einfluss des Judäo-Französischen in diesem Kontext wichtiger war als bisher angenommen und dass ein bedeutender Teil des Vokabulars der Originalübersetzungen im modernen Ostjiddisch präsent ist.
Erika Timm ist die Herausgeberin zahlreicher altjiddischer Bücher und die Autorin vieler Studien auf dem Gebiet der Germanistik.
Bei vielen ihrer Veröffentlichungen hat sie mit ihrem Ehemann, dem Philologen Gustav Adolf Beckmann zusammengearbeitet.
Aktuell beschäftigt sich Timm mit den Anfängen jiddischer Erzählprosa sowie der Herausgabe nachgelassener Schriften von Salomo A. Birnbaum.

## Veröffentlichungen (Auswahl)
- Beria un Simra. Eine jiddische Erzählung des 16. Jahrhunderts. Herausgegeben und kommentiert. In: Literaturwissenschaftliches Jahrbuch. Neue Folge. Band 14. Berlin 1973, ISBN 3-428-03420-1, S. 1–94.
- Die Überlieferung der Lieder Oswalds von Wolkenstein (= Germanische Studien. Band 242). Lübeck, Hamburg 1972, ISBN 3-7868-2242-5 (Dissertationsschrift).
- Graphische und phonische Struktur des Westjiddischen unter besonderer Berücksichtigung der Zeit um 1600 (= Hermaea. Neue Folge. Band 52). Tübingen 1987, ISBN 3-484-15052-1 (Habilitationsschrift).
- Matronymika im aschkenasischen Kulturbereich. Ein Beitrag zur Mentalitäts- und Sozialgeschichte der europäischen Juden. Tübingen 1999, ISBN 3-484-10792-8.
- Frau Holle, Frau Percht und verwandte Gestalten. 160 Jahre nach Jacob Grimm aus germanistischer Sicht betrachtet. Stuttgart 2003, ISBN 3-7776-1230-8 (Unter Mitarbeit von Gustav Adolf Beckmann).
- Historische jiddische Semantik. Die Bibelübersetzungssprache als Faktor der Auseinanderentwicklung des jiddischen und des deutschen Wortschatzes. Tübingen 2005, ISBN 3-484-73063-3 (Unter Mitarbeit von Gustav Adolf Beckmann).
- Erika Timm, Gustav Adolf Beckmann: Etymologische Studien zum Jiddischen. Zugleich ein Beitrag zur Problematik der jiddischen Südost- und Ostflanke. Hamburg 2006, ISBN 3-87548-468-1.
- Erika Timm, Chava Turniansky: Yiddish in Italia. Yiddish Manuscripts and Printed Books from the 15th to the 17th Century. Hrsg.: Associazione Italiana Amici dell’Universita di Gerusalemme. Mailand 2003.